# 1544 en philosophie
Chronologie de la philosophie
- 1540
- 1541
- 1542
- 1543
- 1544
- 1545
- 1546
- 1547
- 1548

L’année 1544 a été marquée, en philosophie, par les événements suivants :

## Publications
- Domingo de Soto : « In dialecticam Aristotelis commentarii », (Salamanque, 1544).

- Jérôme Cardan :  
  - Arcana politica, sive de prudentia civili liber (1544, 1re éd. 1635), trad. : La science du monde, ou la sagesse civile, 1652, 7-467 p.
  - De sapientia (De la sagesse, 1544) : Opera omnia t. I. Premier traité encyclopédique de Cardan.

## Naissances
- Giovanni Botero (né en 1544 à Bene Vagienna, Piémont, mort en 1617 à Turin) est un penseur politique et homme de lettres italien.